# هارولد هومر أندرسون
هارولد هومر أندرسون (بالإنجليزية: Harold Homer Anderson)‏ هو عالم نفس أمريكي، ولد في 23 أكتوبر 1897، وتوفي في 9 فبراير 1990.